# Biserica de lemn din Stoilești
Biserica de lemn Stoilești se află situată în satul omonim ce aparține administativ de comuna Stoilești. A fost ridicată în secolul al XVIII-lea (1752) și poartă hramul „Sfântul Nicolae“. Este monument istoric cu codul  VL-II-m-B-09925.

## Imagini

Biserica „Sf. Nicolae“
Detaliu al îmbinărilor